# Формула-1 — Гран-прі Малайзії 2012
Гран-прі Малайзії 2012 року (офіційно: XIV Petronas Malaysian Grand Prix) - перегони чемпіонату світу в рамках Формули-1, яка проходила з 23 по 25 березня 2012 року на Міжнародному автодромі Сепанг в Малайзії і стала 860-ю за рахунком Гран-прі та другою гонкою в сезоні 2012 Формули-1.